# Виле (Арецо)
Виле је насеље у Италији у округу Арецо, региону Тоскана.
Према процени из 2011. у насељу је живело 542 становника. Насеље се налази на надморској висини од 153 м.